# TOP2B
La topoisomerasa 2 beta (TOP2B) es una enzima codificada en humanos por el gen TOP2B.
Este gen codifica una topoisomerasa de ADN, una enzima que controla y altera los estados topológicos del ADN durante la transcripción genética. Es una enzima nuclear que está implicada en procesos tales como la condensación del cromosoma, la separación de las cromátidas y la liberación de tensión de torsión durante la transcripción y replicación del ADN. Cataliza la rotura transitoria y la ligación de las dos hebras de ADN, lo que permite que las hebras pasen una a través de otra, alterando así la topología del ADN. Se han descrito dos formas de esta enzima, probablemente como producto de un evento de duplicación génica. El gen que codifica esta forma, la beta, se localiza en el cromosoma 3, y la forma alfa en el cromosoma 17. El gen TOP2B actúa como diana de diversos fármacos anticancerígenos y una variedad de mutaciones de este gen han sido asociadas con el desarrollo de resistencia a fármacos. La actividad reducida de esta enzima podría desempeñar un papel en la ataxia telangiectasia. Se han descrito dos variantes transcripcionales de este gen, pero la segunda variante no ha sido completamente caracterizada.

## Interacciones
La proteína TOP2B ha demostrado ser capaz de interaccionar con:
- BAZ1B[4]
- HDAC1[5][6]
- HDAC2[5]
- CD3E[7]
- SUMO 1[8]
- p53[9]